# Narración de la creación del Génesis

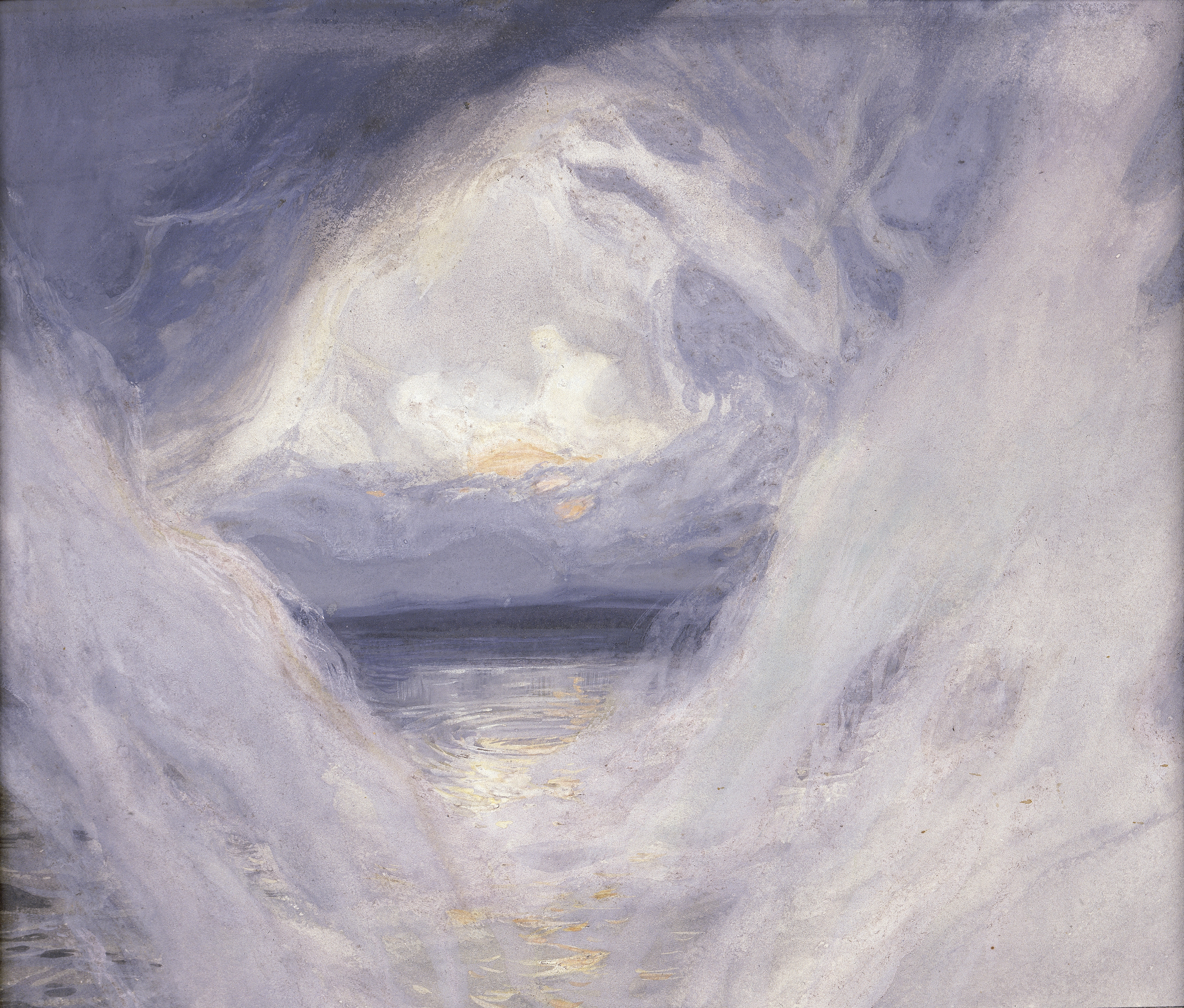
La Creación, de James Tissot (1902).

La narración de la creación del Génesis es la cosmogonía tanto del judaísmo como del cristianismo.
Dos historias de creación se encuentran en los primeros dos capítulos del Libro del Génesis:
- En la primera (Génesis 1:1-2:3), Elohim, la palabra genérica hebrea para Dios, crea los cielos y la tierra en seis días, luego descansa, bendice y santifica el séptimo; es decir, el sabbat bíblico. Este relato procede de lo que los eruditos llaman la fuente sacerdotal (P), fechada en gran parte en el siglo VI a. C.[2]
- En la segunda historia (Génesis 2:4-2:24), Dios, al que ahora se hace referencia por el nombre propio YHWH, crea a Adán, el primer humano, del polvo y lo coloca en el Jardín del Edén, donde se le da el dominio sobre los animales. Eva, la primera mujer, es creada de Adán y es su compañera. Este relato procede en gran parte de la fuente yahvista (J),[3][4] comúnmente datada en los siglos X o IX a. C.[2]

Expone temas paralelos a los de la mitología mesopotámica, pero enfatizándolos a la creencia del pueblo israelita en un solo Dios. El primer gran borrador completo del Pentateuco (la serie de cinco libros que comienza con Génesis y termina con el 
Deuteronomio) fue compuesto a finales del siglo VII a. C. o en del siglo VI a. C. (la fuente yahvista) y luego fue expandido por otros autores (la fuente sacerdotal) en una obra muy similar a la que tenemos hoy. Las dos fuentes se pueden identificar en la narrativa de la creación: Génesis 1:1-2:3 es sacerdotal y Génesis 2:4-2:24 es yahvista. La narrativa combinada es una crítica de la teología mesopotámica de la creación: el Génesis afirma el monoteísmo y niega el politeísmo. Robert Alter describió la narración combinada como «convincente en su carácter arquetípico, su adaptación del mito a fines monoteístas».
El malentendido del género de la narración de la creación del Génesis, es decir, la intención de los autores y la cultura dentro de la cual escribieron, puede dar como resultado una lectura incorrecta. Bruce Waltke, un conocido erudito evangélico, advierte contra la que considera una de esas lecturas erróneas, el enfoque que lo lee como historia en lugar de teología y por lo tanto conduce al creacionismo y la negación de la evolución. Como señaló el experto en estudios judíos, Jon D. Levenson: 
¿Cuánta historia hay detrás de la narración del Génesis? Porque la acción de la narración primitiva no se representa como si tuviera lugar en el plano de la historia humana ordinaria y tiene tantas afinidades con la mitología antigua, es muy exagerado hablar de sus narrativas como históricas en absoluto.
Con todo, es de notar que los primeros cristianos y los judíos contemporáneos eran creacionistas. Como escribió Orígenes de Alejandría:

[Celso] presta fe a las historias de los bárbaros y de los griegos, respetando la historia antigua de aquellas naciones cuando habla de ellas. Pero juzga como falsa la historia de únicamente esta nación [Israel]. ... Observen pronto, pues, el proceder arbitrario de este hombre, quien cree las historias de aquellas naciones a base de su erudición, y condena a otras como ignorantes. ... Parece, pues, no ser del amor a la verdad, sino de un espíritu de odio, que Celso hace estas declaraciones, su propósito siendo el despreciar el origen del cristianismo, el cual se relaciona con el judaísmo. ... Los egipcios cuando cuentan jactanciosamente sus relatos de la divinidad de los animales, se deben considerar sabios. Pero si algún judío, quien ha dado a entender su amor a la ley y al Legislador, atribuye todo al Creador del universo—y al único Dios—a él, en la opinión de Celso y sus semejantes, se le tiene por inferior.
Orígenes, Against celso, tomo 1, capítulos 14-20.

Se cree que el primer gran borrador completo del Pentateuco fue compuesto a finales del siglo VII o en el siglo VI a. C. (la fuente yahvista) y posteriormente fue ampliado por otros autores (la fuente Sacerdotal) en una obra muy parecida al Génesis tal y como se conoce hoy en día. Los autores del texto se vieron influidos por la mitología mesopotámica y la cosmología del antiguo cercano oriente, y tomaron prestados varios temas de ellas, adaptándolos e integrándolos con su creencia en un Dios único. La narración combinada es una crítica de la Teología mesopotámica de la creación: Génesis afirma el monoteísmo y niega el politeísmo.

## Composición

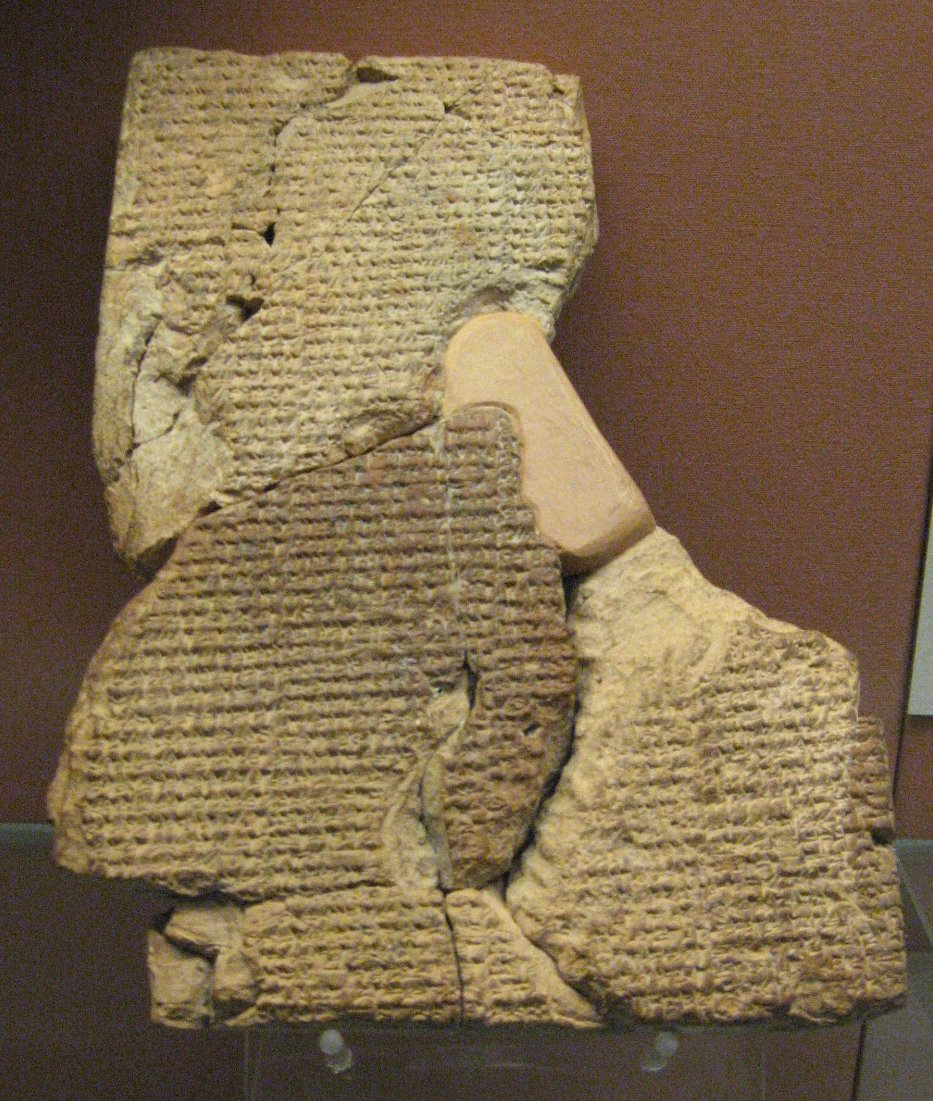
Tabla cuneiforme con la epopeya Atra-Hasis Epic en el Museo Británico.

### Creación por palabra versus creación por combate
Las narraciones en Génesis 1 y 2 no fueron los únicos mitos de creación en el antiguo Israel, y la evidencia bíblica completa sugiere dos modelos contrastantes. El primero es el modelo de «logos» (que significa palabra), donde un Dios supremo «habla» a la materia dormida en existencia. El segundo es el modelo «agón» (que significa lucha o combate), en el cual es la victoria de Dios en la batalla sobre los monstruos del mar lo que marca su soberanía y poder. Génesis 1 es un ejemplo de creación por palabra, mientras que Salmos 74 e Isaías 51:9-10 son ejemplos de la mitología «agón», que recuerda un mito cananeo en el que Dios crea el mundo al vencer a las deidades del agua: «Despiértate, despiértate [...] ¿No eres tú el que cortó a Rahab, y el que hirió al dragón? ¿No eres tú el que secó el mar, las aguas del gran abismo; el que transformó en camino las profundidades del mar para que pasaran los redimidos?».

## Génesis 1:1-2:3

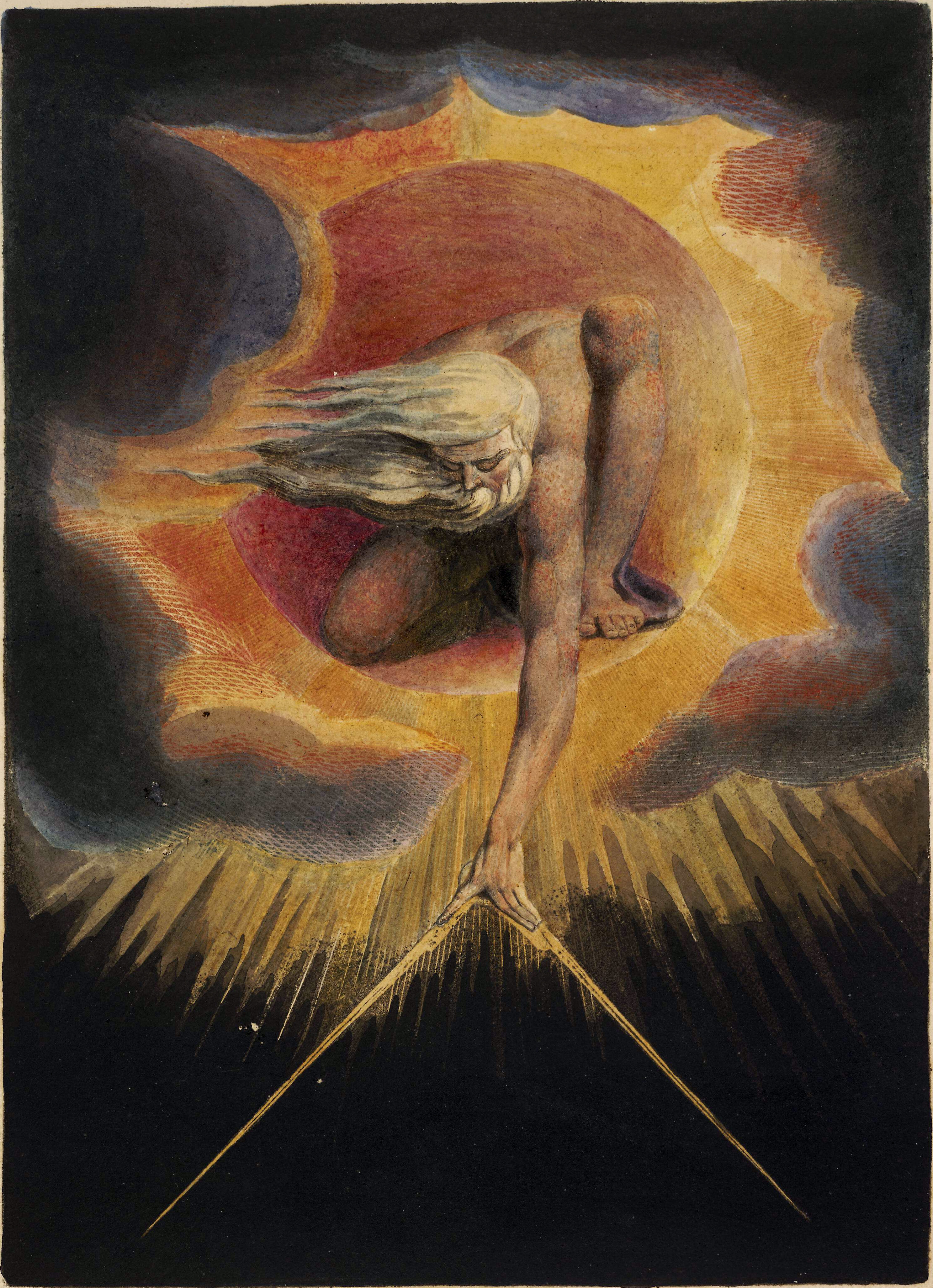
El Anciano de Días, de William Blake (1794).

### Fondo
El cosmos creado en Génesis 1:1-2:3 tiene un parecido sorprendente con el Tabernáculo en Éxodo 35-40, que fue el prototipo del Templo en Jerusalén y el centro de la adoración sacerdotal de YHWH; por esta razón, y debido a que otras historias de la creación de Oriente Medio también culminan con la construcción de un templo/casa para el dios creador, Génesis 1 puede interpretarse como una descripción de la construcción del cosmos como la casa de Dios, para lo cual el Templo en Jerusalén sirvió como representante terrenal.
La palabra bara se traduce como «creó» en español, y los eruditos generalmente aceptan que ese era el significado del término hebreo. No obstante, John Walton afirma que el concepto que encarnaba no era el mismo que el término moderno: en el mundo del antiguo Oriente Próximo, los dioses demostraban su poder sobre el mundo no creando materia sino fijando destinos, de modo que la esencia del bara que Dios realiza en Génesis concierne a traer «los cielos y la tierra» (una frase establecida que significa «todo») a la existencia organizando y asignando roles y funciones.
El uso de los números en los textos antiguos era a menudo numerológico más que fáctico, es decir, los números se usaban porque tenían algún valor simbólico para el autor. El número 7, que denota la terminación divina, impregna Génesis 1: el versículo 1:1 consta de 7 palabras; el versículo 1:2, de 14; 2:1-3 tiene 35 palabras (5x7); Elohim se menciona 35 veces; «cielos/expansión» y «tierra», 21 veces cada uno; y las frases «y fue así» y «vio Dios que era bueno» ocurren 7 veces cada una.

### Pre-creación: Génesis 1:1–2
1 En el principio creó Dios los cielos y la tierra.
2 Y la tierra estaba desordenada y vacía, y las tinieblas estaban sobre la faz del abismo, y el Espíritu de Dios se movía sobre la faz de las aguas.
–Génesis 1:1-2
Aunque la frase inicial de Génesis 1:1 se traduce comúnmente como está escrito arriba, el hebreo es ambiguo y se puede traducir al menos de tres maneras:
1. como una declaración de que el cosmos tuvo un comienzo absoluto («En el principio creó Dios los cielos y la tierra»),
2. como una declaración que describe la condición del mundo cuando Dios comenzó a crear («Cuando en el principio creó Dios los cielos y la tierra, la tierra era indomable e informe»); y
3. tomando todo Génesis 1:2 como información de fondo («Cuando en el principio creó Dios los cielos y la tierra, siendo la tierra indomable e informe, Dios dijo: ¡Hágase la luz!»).[23]

Según Walton, el segundo parece ser el significado pretendido por el autor sacerdotal original: el verbo bara se usa solo para Dios (la gente no participa en el bara), y se refiere a la asignación de roles, como en la creación de las primeras personas como «masculino» y «femenino» (es decir, les asigna sexos): en otras palabras, el poder de Dios se muestra no por la creación de la materia, sino por la fijación de los destinos. Otros eruditos, como John Day, consideran que Génesis 1:1 describe la creación inicial del cosmos.
Los cielos y la tierra son una expresión idiomática que significa «todo», es decir, el cosmos. En las cosmogonías del antiguo Oriente Próximo, éste estaba compuesto de tres niveles: la tierra habitable en el medio, los cielos arriba, un inframundo abajo, todo rodeado por un «océano» acuoso de caos como el Tiamat babilónico. La tierra misma era un disco plano, rodeado de montañas o mar. Sobre ella estaba el firmamento o expansión, una cúpula transparente pero sólida que descansaba sobre las montañas, permitiendo a los hombres ver el azul de las aguas de arriba, con «ventanas» para permitir la entrada de la lluvia, y que contenía el sol, la luna y las estrellas. Las aguas se extendían debajo de la tierra, que descansaba sobre pilares hundidos en las aguas, y en el inframundo estaba el Seol, la morada de los muertos.
La apertura de Génesis 1 continúa: «Y la tierra estaba desordenada y vacía [...]». La frase «desordenada y vacía» es una traducción del hebreo tohu va-bohu, (hebreo: תֹהוּ וָבוה), caos; la condición que bara, ordenamiento, remedia. Tohu en sí mismo significa «vacío, inutilidad», se usa para describir el desierto del desierto; bohu no tiene ningún significado conocido, aunque parece estar relacionado con la palabra árabe bahiya («estar vacío»), y aparentemente fue acuñado para rimar con y fortalecer a tohu. La frase también aparece en Jeremías 4:23, donde el profeta advierte a Israel que la rebelión contra Dios conducirá al regreso de la oscuridad y el caos, «la tierra [...] que estaba asolada y vacía».
La apertura de Génesis 1 concluye con una declaración de que «las tinieblas estaban sobre la faz del abismo» (hebreo: תְהוֹםk tehôm); las «tinieblas» y el «abismo» son dos de los tres elementos del caos representado en tohu va-bohu (el tercero es la «tierra desordenada»). En el Enuma Elish, el «abismo» se personifica como la diosa Tiamat, la enemiga de Marduk; aquí está el cuerpo sin forma de agua primitiva que rodea el mundo habitable, que luego será liberado durante el Diluvio, cuando «fueron rotas todas las fuentes del grande abismo» de las aguas debajo de la tierra y de las «cataratas» del cielo.
La ruaj de Elohim se mueve sobre la faz del abismo antes de que comience la creación. Ruaj (רוּחַ) tiene los significados «viento, espíritu, aliento», y elohim puede significar «grande» como también «dios»: la ruaj elohim puede significar el «viento/aliento de Dios» (el viento de la tormenta es el aliento de Dios en Salmos 18:16 y en otros lugares, y el viento de Dios regresa en la historia del Diluvio como el medio por el cual Dios restaura la tierra), o el «espíritu» de Dios, un concepto que es algo vago en la Biblia hebrea, o simplemente significa un gran viento de tormenta.

### Seis días de la Creación: Génesis 1:3–2:3

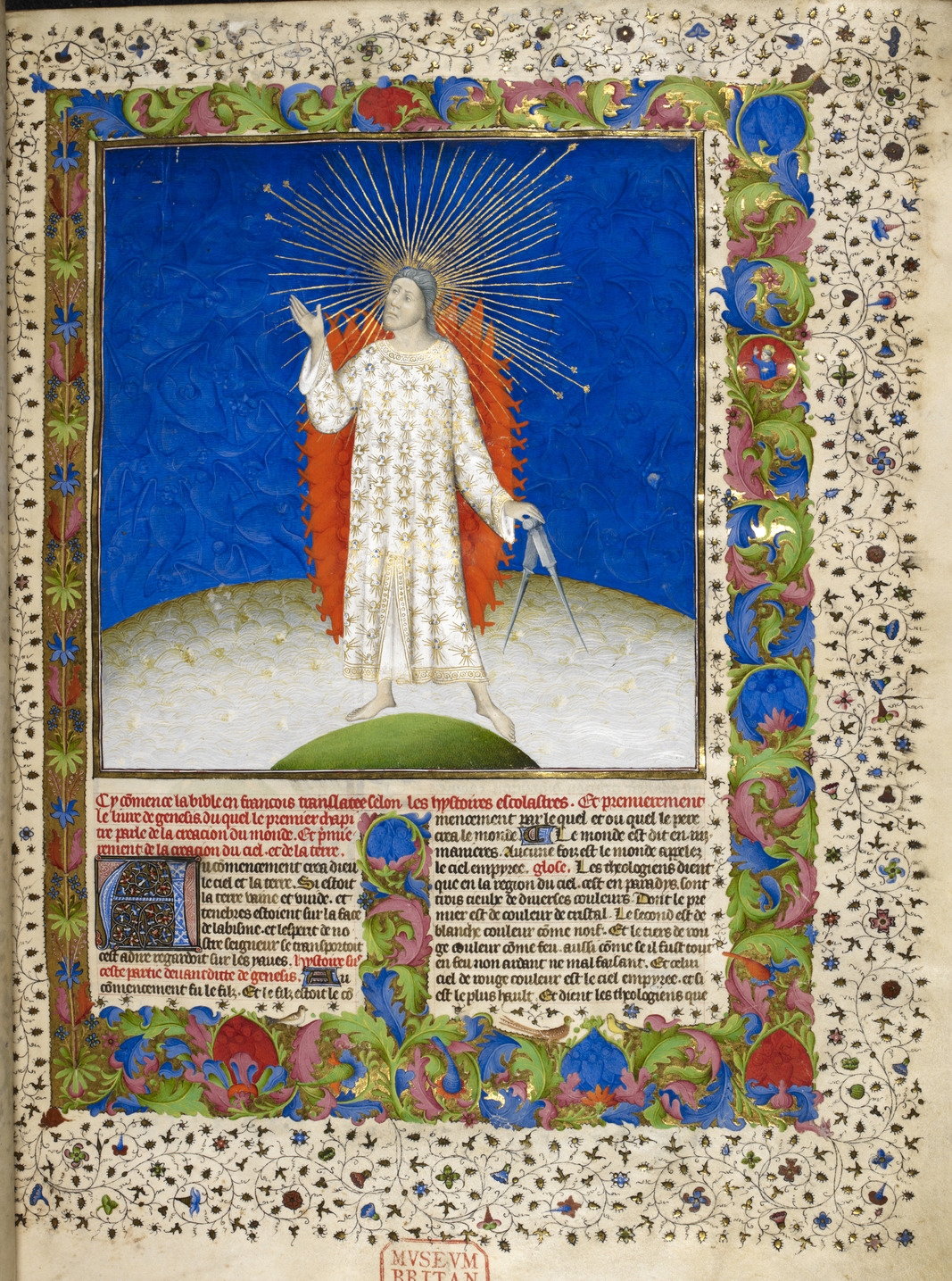
La Creación, en Bible Historiale (c. 1411).

El primer acto de Dios fue la creación de luz indiferenciada; la oscuridad y la luz se separaron en noche y día, su orden (antes de la mañana) significaba que ese era el día litúrgico; y luego se crearon el sol, la luna y las estrellas para marcar los tiempos adecuados para los festivales de la semana y el año. Solo cuando esto se hace Dios crea al hombre y la mujer y los medios para sostenerlos (plantas y animales). Al final del sexto día, cuando se completa la creación, el mundo es un templo cósmico en el cual el papel de la humanidad es la adoración a Dios. Esto es paralelo al mito mesopotámico (el Enuma Elish) y también se hace eco del capítulo 38 del Libro de Job, donde Dios recuerda cómo cantaban las estrellas, los «hijos de Dios», cuando se colocaba la piedra angular de la creación.

#### Primer día
3 Y dijo Dios: Sea la luz; y fue la luz.
4 Y vio Dios que la luz era buena; y separó Dios la luz de las tinieblas.
5 Y llamó Dios a la luz Día, y a las tinieblas llamó Noche. Y fue la tarde y la mañana un día.
–Génesis 1:3-5
El día 1 comienza con la creación de la luz (y, por implicación, el tiempo). Dios crea mediante un comando hablado (mediante el lenguaje divino) y nombra los elementos del mundo a medida que los crea. En el antiguo Oriente Próximo, el acto de nombrar estaba ligado al acto de crear: así, en la literatura egipcia, el dios creador pronunció los nombres de todo, y el Enûma Elish comienza en el punto donde nada ha sido nombrado aún. La creación de Dios mediante la palabra también sugiere que se lo compara con un rey, que simplemente tiene que hablar para que las cosas sucedan.

#### Segundo día
6 Luego dijo Dios: Haya expansión en medio de las aguas, y separe las aguas de las aguas.
7 E hizo Dios la expansión, y separó las aguas que estaban debajo de la expansión, de las aguas que estaban sobre la expansión. Y fue así.
8 Y llamó Dios a la expansión Cielos. Y fue la tarde y la mañana el día segundo.
–Génesis 1:6-8
Rāqîa, la palabra traducida como expansión, proviene de rāqa, el verbo utilizado para el acto de golpear el metal en placas delgadas. Creado en el segundo día de la creación y poblado por luminarias en el cuarto, es una cúpula sólida que separa la tierra debajo del cielo y sus aguas arriba, como en la creencia egipcia y mesopotámica de ese mismo tiempo. En Génesis 1:17, las estrellas se establecen en la raqia'; en la mitología babilónica, los cielos estaban hechos de varias piedras preciosas (compare con Éxodo 24:10, donde los ancianos de Israel ven a Dios en el embaldosado de zafiro del cielo), con las estrellas incrustadas en su superficie. Según la leyenda judía, el segundo día es también el día de la creación del infierno. Por lo tanto, no se podía decir del día como de los demás, que «vio Dios que era bueno».

#### Tercer día
9 Dijo también Dios: Júntense las aguas que están debajo de los cielos en un lugar, y descúbrase lo seco. Y fue así.
10 Y llamó Dios a lo seco Tierra, y a la reunión de las aguas llamó Mares. Y vio Dios que era bueno.
11 Después dijo Dios: Produzca la tierra hierba verde, hierba que dé semilla; árbol de fruto que dé fruto según su género, que su semilla esté en él, sobre la tierra. Y fue así.
12 Produjo, pues, la tierra hierba verde, hierba que da semilla según su naturaleza, y árbol que da fruto, cuya semilla está en él, según su género. Y vio Dios que era bueno.
13 Y fue la tarde y la mañana el día tercero.
–Génesis 1:9-13
En el tercer día, las aguas se retiran, creando un anillo de océano que rodea un único continente circular. Al final del tercer día, Dios ha creado un ambiente fundacional de luz, cielos, mar y tierra. Luego, los tres niveles del cosmos se pueblan en el mismo orden en el que fueron creados: cielos, mar, tierra.
Dios no crea ni hace árboles y plantas, sino que ordena a la tierra que los produzca. El significado teológico subyacente parece ser que Dios le ha dado a la tierra previamente estéril la capacidad de producir vegetación, y ahora lo hace a su orden. «Según su género» parece esperar las leyes que se encuentran más adelante en el Pentateuco, que ponen gran énfasis en la santidad a través de la separación.

#### Cuarto día
14 Dijo luego Dios: Haya lumbreras en la expansión de los cielos para separar el día de la noche; y sirvan de señales para las estaciones, para días y años,
15 y sean por lumbreras en la expansión de los cielos para alumbrar sobre la tierra. Y fue así.
16 E hizo Dios las dos grandes lumbreras; la lumbrera mayor para que señorease en el día, y la lumbrera menor para que señorease en la noche; hizo también las estrellas.
17 Y las puso Dios en la expansión de los cielos para alumbrar sobre la tierra,
18 y para señorear en el día y en la noche, y para separar la luz de las tinieblas. Y vio Dios que era bueno.
19 Y fue la tarde y la mañana el día cuarto.
–Génesis 1:14-19
El cuarto día se introduce el lenguaje de «señorío»: los cuerpos celestes «señorearán» día y noche y marcarán las estaciones, años y días (una cuestión de crucial importancia para los autores sacerdotales, ya que las festividades religiosas se organizaron en torno a los ciclos del sol y luna); más tarde, el hombre será creado para gobernar sobre toda la creación como el regente de Dios. Dios pone «lumbreras» en el firmamento para «señorear» el día y la noche. Específicamente, Dios crea la «lumbrera mayor», la «lumbrera menor» y las estrellas. Según Victor Hamilton, la mayoría de los estudiosos coinciden en que la elección de «lumbrera mayor» y «lumbrera menor», en lugar de los más explícitos «sol» y «luna», es una retórica antimitológica destinada a contradecir las creencias contemporáneas generalizadas de que el sol y la luna eran deidades en sí mismas.

#### Quinto día
20 Dijo Dios: Produzcan las aguas seres vivientes, y aves que vuelen sobre la tierra, en la abierta expansión de los cielos.
21 Y creó Dios los grandes monstruos marinos, y todo ser viviente que se mueve, que las aguas produjeron según su género, y toda ave alada según su especie. Y vio Dios que era bueno.
22 Y Dios los bendijo, diciendo: Fructificad y multiplicaos, y llenad las aguas en los mares, y multiplíquense las aves en la tierra.
23 Y fue la tarde y la mañana el día quinto.
–Génesis 1:20-23
En las mitologías egipcia y mesopotámica, el dios creador tiene que luchar con los monstruos marinos antes de poder construir el cielo y la tierra; en Génesis 1:21, la palabra tannin, a veces traducida como «monstruos marinos» o «grandes criaturas», es paralela a los llamados monstruos del caos Rahab y Leviatán de Salmos 74:13, Isaías 27:1 e Isaías 51:9, pero no hay ninguna pista (en Génesis) de combate, y los tannin son simplemente criaturas creadas por Dios.

#### Sexto día

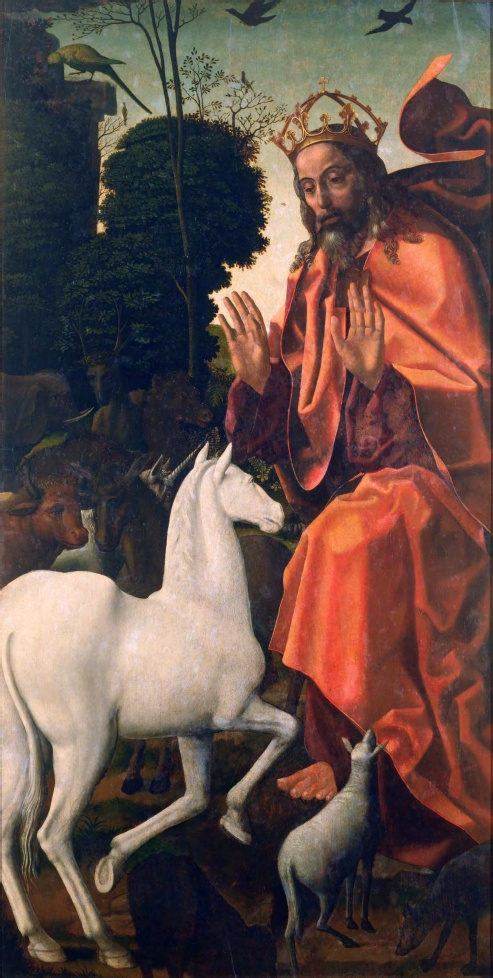
La creación de los animales, de Grão Vasco (1506–1511).

24 Luego dijo Dios: Produzca la tierra seres vivientes según su género, bestias y serpientes y animales de la tierra según su especie. Y fue así.
25 E hizo Dios animales de la tierra según su género, y ganado según su género, y todo animal que se arrastra sobre la tierra según su especie. Y vio Dios que era bueno.
26 Entonces dijo Dios: Hagamos al hombre a nuestra imagen, conforme a nuestra semejanza; y señoree en los peces del mar, en las aves de los cielos, en las bestias, en toda la tierra, y en todo animal que se arrastra sobre la tierra.
27 Y creó Dios al hombre a su imagen, a imagen de Dios lo creó; varón y hembra los creó.
28 Y los bendijo Dios, y les dijo: Fructificad y multiplicaos; llenad la tierra, y sojuzgadla, y señoread en los peces del mar, en las aves de los cielos, y en todas las bestias que se mueven sobre la tierra.
29 Y dijo Dios: He aquí que os he dado toda planta que da semilla, que está sobre toda la tierra, y todo árbol en que hay fruto y que da semilla; os serán para comer.
30 Y a toda bestia de la tierra, y a todas las aves de los cielos, y a todo lo que se arrastra sobre la tierra, en que hay vida, toda planta verde les será para comer. Y fue así.
31 Y vio Dios todo lo que había hecho, y he aquí que era bueno en gran manera. Y fue la tarde y la mañana el día sexto.
–Génesis 1:24-31
Cuando en Génesis 1:26 Dios dice «hagamos al hombre», la palabra hebrea que se usa es adam; de esta forma es un sustantivo genérico, «humanidad», y no implica que esta creación sea masculina. Después de esta primera mención, la palabra siempre aparece como ha-adam, «el hombre», pero como Génesis 1:27 muestra («Y creó Dios al hombre a su [propia] imagen, a imagen de Dios lo creó; varón y hembra los creó»), la palabra todavía no es exclusivamente masculina.
El hombre fue creado a la «imagen de Dios». El significado de esto no está claro; las sugerencias incluyen:
1. Tener las cualidades espirituales de Dios tales como el intelecto, la voluntad, etc.;
2. Tener la forma física de Dios;
3. Una combinación de estos dos;
4. Siendo la contraparte de Dios en la tierra y capaz de entrar en una relación con él;
5. Ser representante de Dios o virrey en la tierra.[48]

El hecho de que Dios diga «Hagamos al hombre [...]» ha dado lugar a varias teorías, de las cuales las dos más importantes son que «Hagamos» es plural mayestático, o que refleja un escenario en un concilio divino con Dios entronizado como rey y proponía la creación de la humanidad a los seres divinos inferiores.
Dios le dice a los animales y a los humanos que les ha dado «toda planta verde [...] para comer»; la creación es ser vegetariano. Solo más tarde, después del Diluvio, el hombre recibe permiso para comer carne. El autor sacerdotal del Génesis parece mirar hacia atrás a un pasado ideal en el que la humanidad vivía en paz tanto consigo misma como con el reino animal, y que podía ser re-lograda a través de una vida sacrificial adecuada en armonía con Dios.
Al finalizar, Dios ve que «todo lo que había hecho [...] era bueno en gran manera» (Génesis 1:31). Esto implica que los materiales que existían antes de la Creación («tohu va-bohu», «oscuridad», «tehom») no eran «buenos en gran manera». Israel Knohl hipotetizó que la fuente sacerdotal estableció esta dicotomía para mitigar el problema del mal.

### Séptimo día: descanso divino
1 Fueron, pues, acabados los cielos y la tierra, y todo el ejército de ellos.
2 Y acabó Dios en el día séptimo la obra que hizo; y reposó el día séptimo de toda la obra que hizo.
3 Y bendijo Dios al día séptimo, y lo santificó, porque en él reposó de toda la obra que había hecho en la creación.
–Génesis 2:1-3
La creación es seguida de descanso. En la antigua literatura del Cercano Oriente, el descanso divino se logra en un templo como resultado de haber llevado al orden el caos. El descanso es a la vez desvinculación, ya que el trabajo de la creación ha terminado, pero también el compromiso, ya que la deidad está ahora presente en su templo para mantener un cosmos seguro y ordenado. Compárese con Éxodo 20:8-11: «Acuérdate del día de reposo para santificarlo. Seis días trabajarás, y harás toda tu obra; mas el séptimo día es reposo para Dios tu Dios; no hagas en él obra alguna, tú, ni tu hijo, ni tu hija, ni tu siervo, ni tu criada, ni tu bestia, ni tu extranjero que está dentro de tus puertas. Porque en seis días hizo Dios los cielos y la tierra, el mar, y todas las cosas que en ellos hay, y reposó en el séptimo día; por tanto, Dios bendijo el día de reposo y lo santificó».

## Génesis 2:4–2:25

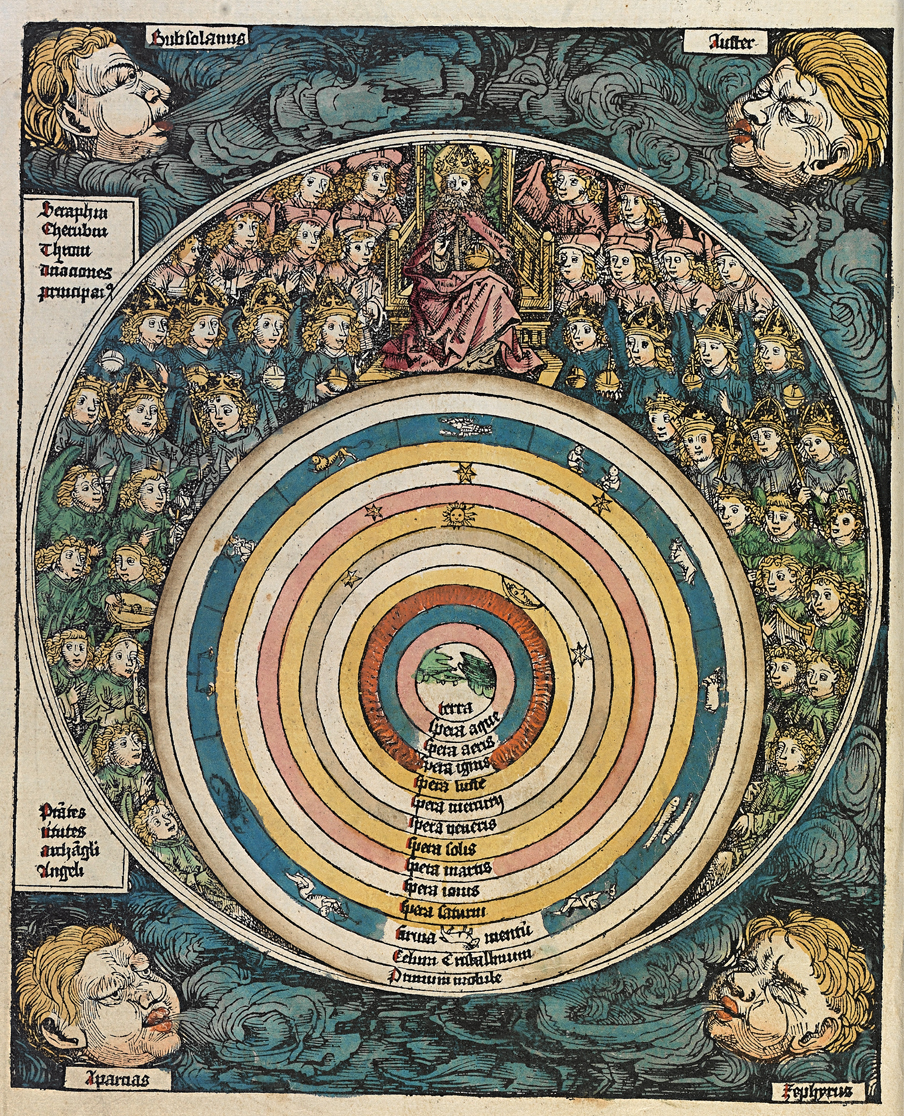
Séptimo Día de Creación, de Hartmann Schedel en las Crónicas de Núremberg (1493).

Génesis 2–3, la historia del Jardín del Edén, probablemente fue escrita alrededor del año 500 a. C. como «un discurso sobre los ideales en la vida, el peligro en la gloria humana y la naturaleza fundamentalmente ambigua de la humanidad, especialmente las facultades mentales humanas». El Jardín en el que tiene lugar la acción se encuentra en la frontera mitológica entre los mundos humano y divino, probablemente al otro lado del océano cósmico, cerca del borde del mundo; siguiéndome encantan los 
```
un concepto antiguo tradicional del Cercano Oriente, el río Edén primero forma ese océano y luego se divide en cuatro ríos que corren desde los cuatro rincones de la tierra hacia su centro.
[
54
]
 Inicia «en el día en que YHWH Elohim hizo la tierra y los cielos», una introducción similar a las que se encuentran en los mitos babilónicos.
[
55
]
 Antes de que el hombre sea creado, la tierra es un desperdicio estéril regado por un 
’êḏ
 (
אד
); la 
versión Reina–Valera
 de Génesis 2:6 tradujo esto como «vapor» siguiendo la práctica judía pero, desde mediados del 
siglo
 
XX
, los hebraístas generalmente han aceptado que el verdadero significado es «manantial de agua subterránea».
[
56
]
```

En Génesis 1, la palabra característica para la actividad de Dios es bara, «crear»; en Génesis 2 la palabra usada cuando crea al hombre es yatsar (ייצר, yîṣer), que significa «formar», una palabra usada en contextos tales como un alfarero que forma una olla de barro. Dios respira su propio aliento en el barro y se convierte en nefesh (נֶ֫פֶשׁ), una palabra que significa «vida», «vitalidad», «la personalidad viva»; el hombre comparte nefesh con todas las criaturas, pero el texto describe este acto vivificante de Dios solo en relación con el hombre.
Edén, donde Dios pone su Jardín del Edén, proviene de una raíz que significa «fertilidad»: el primer hombre debe trabajar en el jardín milagrosamente fértil de Dios. El «árbol de la vida» es un motivo del mito mesopotámico: en la Epopeya de Gilgamesh (c. 1800 a. C.) al héroe se le da una planta cuyo nombre es «el hombre se vuelve joven en la vejez», pero una serpiente le roba la planta. Existe mucha discusión académica sobre el tipo de conocimiento dado por el segundo árbol. Las sugerencias incluyen: cualidades humanas, conciencia sexual, conocimiento ético o conocimiento universal; siendo el último el más aceptado. En el Edén, la humanidad tiene la opción de elegir entre la sabiduría y la vida, y elige la primera, aunque Dios le propuso para la segunda.
El mítico Edén y sus ríos pueden representar la verdadera Jerusalén, el Templo y la Tierra Prometida. Edén puede representar el jardín divino en Sion, la montaña de Dios, que también era Jerusalén; mientras que el verdadero Gihón era un manantial fuera de la ciudad (reflejando el manantial que riega el Edén); y las imágenes del Jardín, con su serpiente y sus querubines, se han visto como un reflejo de las imágenes reales del Templo de Salomón con su serpiente de cobre (el nehushtán) y sus querubines guardianes. Génesis 2 es el único lugar en la Biblia donde el Edén aparece como una ubicación geográfica: en otros lugares (especialmente en el Libro de Ezequiel) es un lugar mitológico ubicado en la montaña sagrada de Dios, con ecos de un mito mesopotámico del rey como hombre primordial colocado en un jardín divino para proteger el árbol de la vida.
«Bien y mal» es un merismo, en este caso significa simplemente «todo», pero también puede tener una connotación moral. Cuando Dios prohíbe al hombre comer del árbol del conocimiento, dice que si lo hace está «condenado a morir»: el hebreo detrás de esto está en la forma utilizada en la Biblia para emitir sentencias de muerte.
La primera mujer fue creada para ser ezer kenegdo (עזר כנגדו ‘êzer kəneḡdō), un término notablemente difícil de traducir, para el hombre. Kəneḡdō significa «al lado, opuesto, una contraparte de él», y ‘êzer significa intervención activa en nombre de la otra persona. El nombramiento de Dios de los elementos del cosmos en Génesis 1 ilustra su autoridad sobre la creación; ahora el nombramiento del hombre de los animales (y de Mujer) ilustra la autoridad de Adán dentro de la creación.
La mujer es llamada ishah (אשה ’iš-šāh), «Mujer (Varona)», con una explicación de que esto se debe a que fue tomada de ish (אִישׁ, ’îš), que significa «Varón»; aunque en realidad, las dos palabras no están conectadas. Más tarde, una vez completada la historia del Jardín, recibe un nombre: Ḥawwāh (חוה, Eva). Esto significa «vivir» en hebreo, de una raíz que también puede significar «serpiente». La palabra traducida tradicionalmente como «costilla» también puede significar «lado», «aposento» o «viga». Una antigua tradición exegética sostiene que el uso de una costilla del lado del hombre enfatiza que tanto el varón como la mujer tienen la misma dignidad, ya que la mujer fue creada del mismo material que el varón, moldeada y dotada de vida por los mismos procesos.

## Creacionismo y el género de la narrativa de la creación

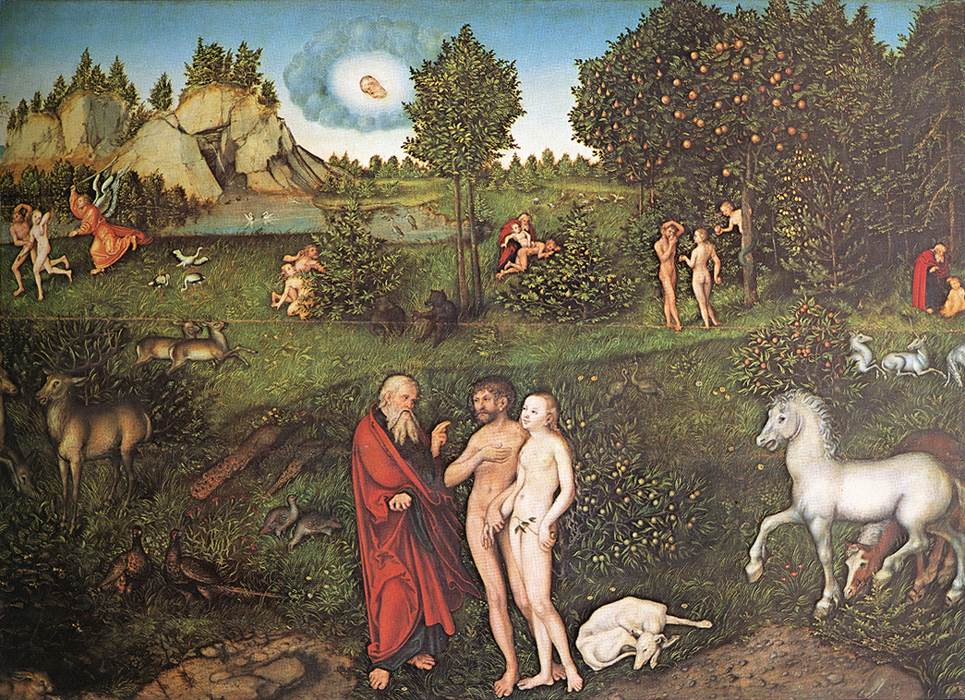
Edén, de Lucas Cranach el Viejo (1530).

El significado que se derivará de la narrativa de la creación del Génesis dependerá de la comprensión del lector de su género, el «tipo» literario al que pertenece: «hace una enorme diferencia si los primeros capítulos del Génesis se leen como cosmología científica, mito de la creación o saga histórica». La mala interpretación del género del texto, es decir, la intención del autor/autores y la cultura dentro de la cual escribieron, dará lugar a una lectura errónea. El erudito evangélico reformado Bruce Waltke advierte contra uno de esos malentendidos, el enfoque «literal rígido» que conduce a la «ciencia de la creación» y tales «interpretaciones inverosímiles» como la «teoría de la brecha», la presunción de una «tierra joven» y la negación de evolución. Otro erudito, Conrad Hyers, resume el mismo pensamiento en estas palabras: «Una interpretación literal de los relatos del Génesis es inapropiada, engañosa e inviable [porque] presupone e insiste en un tipo de literatura e intención que no existe».
Sea lo que sea, Génesis 1 es un «relato», ya que presenta el personaje y su caracterización, un narrador y una tensión dramática expresada a través de una serie de incidentes organizados en el tiempo. El autor sacerdotal de Génesis 1 tuvo que enfrentar dos dificultades principales. Primero, está el hecho de que dado que solo Dios existe en este punto, nadie estaba disponible para ser el narrador; el narrador resolvió esto presentando un discreto «narrador en tercera persona». En segundo lugar, estaba el problema del conflicto: el conflicto es necesario para despertar el interés del lector en la historia, pero sin nada más existente, ni un monstruo del caos ni otro dios, no puede haber ningún conflicto. Esto se resolvió creando una tensión muy mínima: a Dios se le opone la nada misma, el espacio en blanco de la tierra «sin forma y vacía». Contar la historia de esta manera fue una elección deliberada: hay una serie de historias de creación en la Biblia, pero tienden a ser contados en primera persona: por Sabiduría, el instrumento por medio del cual Dios creó el mundo; la elección de un narrador omnisciente en tercera persona en la narrativa del Génesis permite al narrador crear la impresión de que todo se está contando y que nada se detiene.
También puede considerarse como historia antigua, «parte de un espectro más amplio de narraciones antiguas del Oriente Próximo originalmente anónimas, similares a la historia». Frecuentemente se le denomina mito en los escritos académicos, pero no hay acuerdo sobre cómo se debe definir el «mito»: Brevard Childs sugirió que el autor de Génesis 1–11 «desmitificó» su narrativa, lo que significa que eliminó de sus fuentes (los mitos babilónicos) aquellos elementos que no encajaban con su propia fe; otros autores señalan que la narrativa es completamente mítica.
Génesis 1–2 puede analizarse como ciencia antigua: en palabras de E.A. Speiser, «sobre el tema de la creación, la tradición bíblica se alineó con los principios tradicionales de la ciencia babilónica». Las palabras iniciales de Génesis 1, «En el principio Dios creó los cielos y la tierra», resumen la creencia del autor de que YHWH, el dios de Israel, era el único responsable de la creación y no tenía opositores. Los pensadores judíos posteriores, adoptando ideas de la filosofía griega, concluyeron que la Sabiduría, la Palabra y el Espíritu de Dios penetraron todas las cosas y les dieron unidad. El cristianismo a su vez adoptó estas ideas e identificó a Jesús como la palabra creadora: «En el principio era la Palabra, y la Palabra estaba con Dios, y la Palabra era Dios».
Cuando los judíos entraron en contacto con el pensamiento griego, esto condujo a una importante reinterpretación de la cosmología subyacente de la narrativa del Génesis. Los autores bíblicos concibieron el cosmos como una Tierra plana en forma de disco en el centro, un inframundo para los muertos de abajo y el cielo de arriba. Debajo de la Tierra estaban las «aguas del caos», el mar cósmico, hogar de monstruos míticos derrotados y muertos por Dios; en Éxodo 20:4, Dios advierte contra hacer una imagen de cualquier cosa ubicada «en las aguas debajo de la tierra». También había aguas sobre la Tierra, por lo que la raqia (firmamento), un cuenco sólido, era necesario para evitar que inundaran el mundo. Durante el período helenístico, esto fue reemplazado en gran medida por un modelo más «científico» como lo imaginaban los filósofos griegos, según el cual la Tierra era una esfera en el centro de las capas concéntricas de esferas celestes que contienen el sol, la luna, las estrellas y los planetas.
La idea de que Dios creó el mundo de la nada (creatio ex nihilo) es fundamental hoy en día para el judaísmo, el cristianismo y el islam; de hecho, el filósofo judío medieval Maimónides sintió que era el único concepto que las tres religiones compartían, pero no se encuentra directamente en Génesis, ni en toda la Biblia hebrea. Según Walton, los autores sacerdotales de Génesis 1 no estaban interesados en los orígenes de la materia (el material que Dios formó en el cosmos habitable), sino en la asignación de roles para que el cosmos funcionara. John Day, sin embargo, considera que Génesis 1 proporciona claramente un relato de la creación del universo material. Aun así, la doctrina todavía no había sido plenamente desarrollada a principios del siglo II, aunque los primeros eruditos cristianos comenzaban a ver una tensión entre la idea de la formación del mundo y la omnipotencia de Dios; a principios del siglo III se resolvió esta tensión: la formación del mundo fue superada y la creación ex nihilo se convirtió en un principio fundamental de la teología cristiana.
Es interesante también advertir que dichos relatos bien pudieron ser gestados en épocas muy disímiles. El primer relato llamado anteriormente "del logos" por la creación de la nada del mundo a través de la palabra, pertenece a una época más reciente que el segundo relato caracterizado por la creación de materia preexistente (barro) y que con el aliento le otorga el hálito vital (al hombre). Este último relato posiblemente es más antiguo que el primero. Es interesante advertir que en este ùltimo la imagen de un Dios-alfarero, propia de la época patriarcal, nómades por el desierto. En cambio el primer relato corresponde a un Dios-Rey Monarca, propio de la época en donde el pueblo de Israel tuvo experiencia histórica de la monarquía con Saúl, David y Salomón.